# (145480) 2005 TB190
(145480) 2005 TB190, também escrito como (145480) 2005 TB190, é um  corpo menor que está localizado no disco disperso, uma região do Sistema Solar. Ele possui uma magnitude absoluta de 4,6 e tem um diâmetro estimado de cerca de 418 km. O astrônomo Mike Brown lista este corpo celeste em sua página na internet como um candidato a possível planeta anão.

## Descoberta
(145480) 2005 TB190 foi descoberto no dia 11 de outubro de 2005 pelos astrônomos A. C. Becker, A. W. Puckett e J. Kubica.

## Órbita
A órbita de (145480) 2005 TB190 tem uma excentricidade de 0,386 e possui um semieixo maior de 75,197 UA. O seu periélio leva o mesmo a uma distância de 46,195 UA em relação ao Sol e seu afélio a 104 UA.
(145480) 2005 TB190 é classificado como objeo distante polo programa Deep Ecliptic Survey (DES), desde que a sua órbita parece estar muito além de interações gravitacionais significativas em sua órbita atual com Netuno. Apesar de se Netuno migrou para fora, não teria havido um período em que Netuno teve uma excentricidade superior.
Simulações por Emel'yanenko e Kiseleva em 2007 mostram que (145480) 2005 TB190 parece ter menos de 1% de chance de estar em uma ressonância 4:01 com Netuno.
Foi observado 156 vezes ao longo de 7 oposições. Ele virá ao periélio em janeiro de 2017.

## Propriedades físicas
Em 2010, a emissão termal de (145480) 2005 TB190 no infravermelho distante foi medido pelo Observatório Espacial Herschel. Como resultado destas medições o seu tamanho foi estimado a está dentro de uma gama de 335–410 km.
Na luz visível O mesmo tem uma inclinação espectral moderadamente vermelho.